# Picotet rogenc
El picotet rogenc (Picumnus rufiventris) és una espècie d'ocell de la família dels pícids (Picidae) que habita el sotabosc de la selva humida, fins als 1000 m a la llarga del vessant oriental dels Andes, des des sud-est de Colòmbia, cap al sud, a través de l'est de l'Equador i est del Perú fins al nord de Bolívia.